# Mathieu Biron
Mathieu Biron (* 29. dubna 1980 v Lac-St-Charles, Québec, USA) je bývalý kanadský hokejový obránce.

## Hráčská kariéra
Biron začínal s juniorský hokej za Cataractes de Shawinigan hrající soutěž Quebec Major Junior Hockey League. Hned v první sezoně vynikal, byl zvolen do All-Rookie Týmu jak v QMJHL tak v CHL soutěži. Za skvělé výkony byl vybrán ve vstupním draftu NHL hned v prvním kole z 21. místě týmem Los Angeles Kings. Za Los Angeles Kings nenastoupil do žádného zápasu, 19. června 1999 byl spolu s Olli Jokinenem, Joshem Greenem a výběrem v prvním kole vstupního draftu NHL 1999 vyměněni za Žigmunda Pálffyho, Bryana Smolinského, Marcel Cousineau a výběr ve čtvrtém kole stejného draftu do týmu New York Islanders.
Jako nováček hrál pravidelně v základní sestavě Islanders, v následující roce odehrál pouze 14 zápasů, poté hrával pouze v nižší soutěži AHL za Lowell Lock Monsters a Springfield Falcons. Výměny se dočkal 22. června 2001, s výběrem druhého kola draftu byl vyměněn do Tampa Bay Lightning za Adrian Aucoin a Alexandr Charitonov. V Tampě Bay dohrál ročník v základní sestavě. Jeho hráčská práva byla převedena do Columbusu Blue Jackets, kteří si jej vybrali v rozšiřovacím draftu NHL. Stejně tak jak v Los Angeles King, Biron za Blue Jackets nenastoupil k žádnému utkání, 4. října 2002 byl vyměněn za českého útočníka Petra Tenkráta, který stejně jak Biron byl vybrán v rozšiřovacím draftu týmem Nashville Predators, ale z waiver listu byl stáhnut Floridou Panthers. 
Za Floridu Panthers odehrál pouze dva roky. Během výluky v NHL 2004/05 působil v nižší zámořské soutěži LNAH za klub Thetford Mines Prolab. Po výluce v sezóně 2004–05 podepsal roční smlouvu s Washington Capitals. Po jedné sezóně se přesunul do San Jose Sharks, hrál pouze za jejich farmářský tým Worcester Sharks v American Hockey League. 15. prosince 2006 byl vyměněn za Patricka Traverseho do Montreal Canadiens. Stejně tak jak v San Jose Sharks, byl Biron poslán na farmu do Hamilton Bulldogs. S Hamilton Bulldogs v sezóně 2006/07 získal Calder Cup.
Závěr své kariéry strávil v německé nejvyšší soutěži Deutsche Eishockey Liga, ročník 2008/09 strávil v týmu Frankfurt Lions a sezonu 2009/10 přestoupil do Hamburg Freezers. V polovině prosince 2010 se objevil v nižší zámořské soutěži LNAH v týmu Thetford Mines Isothermic, kde hrál do roku 2012. Po ukončení hokeje v roce 2012 se stal hasičem v Lévisu v Quebecu.

## Ocenění a úspěchy
- 1998 CHL – Top Prospects Game
- 1998 CHL – All-Rookie Tým
- 1998 QMJHL – All-Rookie Tým
- 2000 MSJ – All-Star Tým

## Prvenství
- Debut v NHL – 14. října 1999 (New York Islanders proti Atlanta Thrashers)
- První gól v NHL – 23. listopadu 1999 (Calgary Flames proti New York Islanders, kanadskému brankáři Fred Brathwaite)
- První asistence v NHL – 27. listopadu 1999 (New York Islanders proti Washington Capitals)

## Klubové statistiky
| Sezóna       | Klub                      | Soutěž       |     | Základní část | Základní část | Základní část | Základní část | Základní část |   | Play off | Play off | Play off | Play off | Play off |
| Sezóna       | Klub                      | Soutěž       | Z   | G             | A             | B             | TM            | Z             | G | A        | B        | TM       |          |          |
| 1998/99      | Ste-Foy Gouverneurs       | QAAA         | 40  | 4             | 22            | 26            | 49            | 10            | 3 | 4        | 7        | —        |          |          |
| 1997/98      | Shawinigan Cataractes     | QMJHL        | 59  | 8             | 28            | 36            | 60            | 6             | 0 | 1        | 1        | 10       |          |          |
| 1998/99      | Shawinigan Cataractes     | QMJHL        | 69  | 13            | 32            | 45            | 116           | 6             | 0 | 2        | 2        | 6        |          |          |
| 1999/00      | New York Islanders        | NHL          | 60  | 4             | 4             | 8             | 38            | —             | — | —        | —        | —        |          |          |
| 2000/01      | New York Islanders        | NHL          | 14  | 0             | 1             | 1             | 12            | —             | — | —        | —        | —        |          |          |
| 2000/01      | Lowell Lock Monsters      | AHL          | 22  | 1             | 3             | 4             | 17            | —             | — | —        | —        | —        |          |          |
| 2000/01      | Springfield Falcons       | AHL          | 34  | 0             | 6             | 6             | 18            | —             | — | —        | —        | —        |          |          |
| 2001/02      | Springfield Falcons       | AHL          | 35  | 4             | 9             | 13            | 16            | —             | — | —        | —        | —        |          |          |
| 2001/02      | Tampa Bay Lightning       | NHL          | 36  | 0             | 0             | 0             | 12            | —             | — | —        | —        | —        |          |          |
| 2002/03      | San Antonio Rampage       | AHL          | 43  | 3             | 8             | 11            | 58            | —             | — | —        | —        | —        |          |          |
| 2002/03      | Florida Panthers          | NHL          | 34  | 8             | 1             | 9             | 14            | —             | — | —        | —        | —        |          |          |
| 2003/04      | Florida Panthers          | NHL          | 57  | 3             | 10            | 13            | 51            | —             | — | —        | —        | —        |          |          |
| 2004/05      | Thetford Mines Prolab     | LNAH         | 19  | 7             | 15            | 22            | 8             | —             | — | —        | —        | —        |          |          |
| 2005/06      | Washington Capitals       | NHL          | 52  | 4             | 9             | 13            | 50            | —             | — | —        | —        | —        |          |          |
| 2006/07      | Worcester Sharks          | AHL          | 24  | 3             | 15            | 18            | 42            | —             | — | —        | —        | —        |          |          |
| 2006/07      | Hamilton Bulldogs         | AHL          | 53  | 7             | 14            | 21            | 52            | 22            | 2 | 6        | 8        | 33       |          |          |
| 2007/08      | Hamilton Bulldogs         | AHL          | 35  | 6             | 6             | 12            | 38            | —             | — | —        | —        | —        |          |          |
| 2008/09      | Frankfurt Lions           | DEL          | 49  | 5             | 16            | 21            | 82            | 5             | 0 | 1        | 1        | 6        |          |          |
| 2009/10      | Hamburg Freezers          | DEL          | 56  | 5             | 19            | 24            | 102           | —             | — | —        | —        | —        |          |          |
| 2010/11      | Thetford Mines Isothermic | LNAH         | 6   | 1             | 2             | 3             | 0             | —             | — | —        | —        | —        |          |          |
| 2011/12      | Thetford Mines Isothermic | LNAH         | 7   | 0             | 2             | 2             | 4             | —             | — | —        | —        | —        |          |          |
| Celkem v DEL | Celkem v DEL              | Celkem v DEL | 105 | 10            | 35            | 45            | 184           | 5             | 0 | 1        | 1        | 6        |          |          |
| Celkem v AHL | Celkem v AHL              | Celkem v AHL | 246 | 24            | 61            | 85            | 241           | —             | — | —        | —        | —        |          |          |
| Celkem v NHL | Celkem v NHL              | Celkem v NHL | 253 | 12            | 32            | 44            | 177           | —             | — | —        | —        | —        |          |          |

## Reprezentace
| Rok                       | Tým                       | Soutěž                    | Z | G | A | B | TM |
| ------------------------- | ------------------------- | ------------------------- | - | - | - | - | -- |
| 2000                      | Kanada 20                 | MSJ                       | 7 | 0 | 0 | 0 | 8  |
| Juniorská kariéra celkově | Juniorská kariéra celkově | Juniorská kariéra celkově | 7 | 0 | 0 | 0 | 8  |